# Agía Triáda Markopoulou
Agía Triáda Markopoulou (Agia Triada Markopoulou) är en ort i Grekland.   Den ligger i prefekturen Nomarchía Anatolikís Attikís och regionen Attika, i den sydöstra delen av landet, 23 km öster om huvudstaden Aten. Agía Triáda Markopoulou ligger 104 meter över havet och antalet invånare är 218.
Terrängen runt Agía Triáda Markopoulou är platt åt nordväst, men åt sydost är den kuperad. Närmaste större samhälle är Glyfáda, 18,1 km väster om Agía Triáda Markopoulou. 